# Нор Па де Кале
Нор Па де Кале (фр. Nord-Pas-de-Calais) је бивши регион на северу Француске. Састојао се од два департмана: департман Нор и департман Па де Кале и граничио са Белгијом. Све до краја XX века име региона је било „Нор“. Регион је био део јужне Низоземске, а постао је део Француске 1713.

## Становништво
Нор Па де Кале је густо насељен и има 4 милиона становника што је око 7% становништва Француске. Главни град региона је Лил. Остали већи градови су: Валансјен, Ленс, Дуе, Бетен, Денкерк, Мобеж, Кале, Булоњ сир Мер и Арас.

## Историја
Насељен је од преисторије и увек је био од највеће стратешке важности па су се ту водиле многе битке. Француски председник Шарл де Гол је рођен у Лилу, а овај регион, кроз који су прошле многе инвазије, звао је фаталном авенијом.
Освајали су га Келти, Римљани, Франци и Алемани. Током Стогодишњег рата Енглеска, Француска и Бургундија су се жестоко бориле за њега. Постао је део Француске у XV веку. Анектирала га је Шпанска Низоземска 1598. Поново је у саставу Француске у XVII веку, али фламанско становништво се опирало да буде део Француске. Подељен је у садашња два департмана после Француске револуције 1789.
Услед брзе индустријализације током XIX века овај регион је постао један од водећих индустријских региона Француске (после Алзаса и Лорене). Током Француско-пруског рата био је углавном поштеђен. Пошто је Француска изгубила Алзас и Лорену постао је водећи индустријски регион Француске.
Током два светска рата регион су окупирали Немци и претрпео је катастрофалне штете. Током Првог светског рата био је поприште рововског ратовања и многи градови су при томе дословце преорани. Током Другог светског рата Немачка га је користила као лансирну базу за нападе на Енглеску помоћу ракета V-1 и V-2.
Савезничка бомбардовања и борбе на терену тешко су разорили многе градове региона. Главнина региона ослобођена је у септембру 1944, а Денкерк тек 9. маја 1945.

## Демографија
У региону се највише говори француски, али постоје и две мањинске групе које говоре: 
- западнофламански језик - дијалект холандског
- пикардски језик

Етничка разноликост региона последица је насељавања радника имиграната. Белгијанци су долазили до 1910, Пољаци и Италијани долазе 20-их и 30-их година, а имигранти из земаља Магреба почињу долазити после 1945.

## Економија
Током XIX века Нор Па де Кале је био највећи центар тешке индустрије са угљенокопима, челичанама и текстилним фабрикама. Тешко је страдао током оба светска рата и теже се опоравио од осталих крајева Француске. Од средине 70-их почиње велика економска криза због затварања угљенокопа и челичана, а и текстилна индустрија је у тешкоћама. Током 1975-1984. регион је изгубио 130.000 радних места, а незапосленост је нарасла на 14%.
Задњих година подручје је доста профитирало од отварања тунела 1994. испод Ламанша. Туризам је постао веома значајна привредна грана. Кроз Евротунел је прошло 7 милиона путника и 2 милиона возила. Поред тога трајекти су превезли 15 милиона путника кроз три луке: Кале, Денкерк и Булоњ сир Мер.